# Liste der ProChrist-Veranstaltungen und beteiligter Personen
Dies ist eine Liste der ProChrist-Veranstaltungen, die seit 1993 in Deutschland stattfinden sowie die beteiligten Personen.

## Veranstaltungen

### ProChrist 1993
ProChrist '93 wurde an fünf Abenden vom 17. bis 21. März 1993 aus der Grugahalle in Essen europaweit an nahezu tausend Orte übertragen. Hauptredner war der US-amerikanische Evangelist Billy Graham, übersetzt ins Deutsche von Wilfried Reuter; außerdem in Simultanübersetzung in über vierzig weitere Sprachen, übertragen an 1400 Orte in 55 Ländern. Das erste Pro-Christ-Mottolied schrieb Peter Strauch unter dem Titel Kommt, atmet auf. Es wurde allabendlich vom Pro-Christ-Chor unter der Leitung von Gerhard Schnitter sowie der gesamten Versammlung gesungen. Ebenfalls eigens für die Evangelisation geschrieben wurde Jesus, zu dir kann ich so kommen wie ich bin von Manfred Siebald und Johannes Nitsch, das bis heute jeden Abend fester Programmpunkt der Veranstaltung ist.
| Abend | Datum                  | Sprecher     | Musiker                      |
| ----- | ---------------------- | ------------ | ---------------------------- |
| 1.    | Mittwoch, 17.03.1993   | Billy Graham | Cliff Richard                |
| 2.    | Donnerstag, 18.03.1993 | Billy Graham |                              |
| 3.    | Freitag, 19.03.1993    | Billy Graham | Cae & Eddie Gauntt           |
| 4.    | Samstag, 20.03.1993    | Billy Graham | Manfred Siebald              |
| 5.    | Sonntag, 21.03.1993    | Billy Graham | Kathi Arndt; Johannes Nitsch |

### ProChrist 1995
ProChrist '95 wurde vom 7. bis 13. Mai 1995 aus Leipzig übertragen. Hauptredner war Ulrich Parzany, der von Oktober 1991 bis Oktober 1993 den Vorsitz des nationalen Komitees für ProChrist '93 innehatte. In Fortsetzung dieser Arbeit wurde er nun, neben seiner Tätigkeit als CVJM-Generalsekretär, zum Leiter und Redner der Projektarbeit berufen.

### ProChrist 1997
ProChrist '97 wurde unter dem Motto „Gott erleben“ vom 9. bis 15. November 1997 aus dem Forum in Nürnberg an 663 Veranstaltungsorte in Europa gesendet. Hauptredner war wieder Ulrich Parzany. Der ProChrist-Chor sang unter der Leitung von Gerhard Schnitter. Die ProChrist-Combo leitete Johannes Nitsch.
| Abend | Datum                  | Thema                                                    | Mitwirkende                     |
| ----- | ---------------------- | -------------------------------------------------------- | ------------------------------- |
| 1.    | Sonntag, 09.11.1997    | Fit For Fun – Leben muß doch Spaß machen                 | Eva-Maria Admiral; Eric Wehrlin |
| 2.    | Montag, 10.11.1997     | Liebe – eine Mogelpackung?                               | Eva-Maria Admiral; Eric Wehrlin |
| 3.    | Dienstag, 11.11.1997   | Wege im Wirrwarr – Ist der Ehrliche der Dumme?           | Eva-Maria Admiral; Eric Wehrlin |
| 4.    | Mittwoch, 12.11.1997   | Religion, Esoterik – Sehnsucht nach Heilung und Ganzheit | Eva-Maria Admiral               |
| 5.    | Donnerstag, 13.11.1997 | Tod – Was hält, wenn alle Stricke reißen?                | Eric Wehrlin; Thorsten Hebel    |
| 6.    | Freitag, 14.11.1997    | Warum beten hilft                                        | Eva-Maria Admiral; Eric Wehrlin |
| 7.    | Samstag, 15.11.1997    | Zukunft – Was bringt sie? Wer kennt sie?                 | Eva-Maria Admiral; Eric Wehrlin |

### ProChrist 2000
ProChrist 2000 wurde unter dem Motto Gott ist da! vom 19. bis 25. März 2000 aus Bremen ausgestrahlt. Es beteiligten sich über 1200 Übertragungsorte. Die Übertragungsorte lagen in Deutschland, Österreich, der Schweiz, Luxemburg, Frankreich, Polen, Ungarn und weiteren europäischen Ländern. Die Übersetzung des Programms erfolgte simultan in 15 Sprachen. Das neue Mottolied Gott ist da (Singt ein Lied von Gott) verfasste wieder Peter Strauch.
| Abend | Datum                  | Thema                                                             | Mitwirkende                                                             |
| ----- | ---------------------- | ----------------------------------------------------------------- | ----------------------------------------------------------------------- |
| 1.    | Sonntag, 19.03.2000    | Unbegrenzte Möglichkeiten – Wie kann unser Leben gelingen?        | Ulrich Parzany, Gerhard Schnitter, Johannes Nitsch, ProChrist-Chor 2000 |
| 2.    | Montag, 20.03.2000     | Grenzenloses Elend – Abstumpfen oder abhelfen?                    | Ulrich Parzany, Gerhard Schnitter, Johannes Nitsch, ProChrist-Chor 2000 |
| 3.    | Dienstag, 21.03.2000   | Grenzenlose Freiheit – Wo finde ich Schutz?                       | Ulrich Parzany, Gerhard Schnitter, Johannes Nitsch, ProChrist-Chor 2000 |
| 4.    | Mittwoch, 22.03.2000   | Grenzenlose Kommunikation – Wer reißt die unsichtbaren Mauern ab? | Ulrich Parzany, Gerhard Schnitter, Johannes Nitsch, ProChrist-Chor 2000 |
| 5.    | Donnerstag, 23.03.2000 | Grenzenlose Traurigkeit – Kann man sie besiegen?                  | Ulrich Parzany, Gerhard Schnitter, Johannes Nitsch, ProChrist-Chor 2000 |
| 6.    | Freitag, 24.03.2000    | Grenzüberschreitung – Entscheidung für Gott                       | Ulrich Parzany, Gerhard Schnitter, Johannes Nitsch, ProChrist-Chor 2000 |
| 7.    | Samstag, 25.03.2000    | Gottes grenzenlose Liebe                                          | Ulrich Parzany, Gerhard Schnitter, Johannes Nitsch, ProChrist-Chor 2000 |

### ProChrist 2003
ProChrist 2003 wurde unter dem Motto Unglaublich – Zweifeln und staunen vom 16. bis 23. März 2003 aus der Grugahalle in Essen ausgestrahlt. Das Mottolied war Unglaublich nah. Hauptredner war Ulrich Parzany, die musikalische Leitung lag erstmals bei Hans-Werner Scharnowski, Egil Fossum dirigierte 2003 nach Gerhard Schnitter erstmals den ProChrist-Chor.
| Abend | Datum                  | Thema                                    | Gäste                                                                   |
| ----- | ---------------------- | ---------------------------------------- | ----------------------------------------------------------------------- |
| 1.    | Sonntag, 16.03.2003    | Unglaublich – Das Leben ist einmalig     | Eva-Maria Admiral, Eric Wehrlin, Layna, Manfred Siebald                 |
| 2.    | Montag, 17.03.2003     | Unglaublich – Gott schreibt Liebesbriefe | XARIS, Manfred Siebald, DEN-ISA                                         |
| 3.    | Dienstag, 18.03.2003   | Unglaublich – Wozu Menschen fähig sind   | Eva-Maria Admiral, Eric Wehrlin, DEN-ISA, Sarah Kaiser, Carola Laux     |
| 4.    | Mittwoch, 19.03.2003   | Unglaublich – Ein Neuanfang ist möglich  | Eva-Maria Admiral, Eric Wehrlin, Judy Bailey, Carola Laux, Sarah Kaiser |
| 5.    | Donnerstag, 20.03.2003 | Unglaublich – Was Menschen alles glauben | Eva-Maria Admiral, Eric Wehrlin, Cynthia Nunn, Calvin Bridges           |
| 6.    | Freitag, 21.03.2003    | Unglaublich – Gott geht zu Boden         | Carlos Martínez, Brassmen, Cynthia Nunn, Calvin Bridges                 |
| 7.    | Samstag, 22.03.2003    | Unglaublich – Worte wirken Wunder        | Carlos Martinez, Christoph Adt mit Orchester, Sebastian Silvestra       |
| 8.    | Sonntag, 23.03.2003    | Unglaublich – Die Angst wird entmachtet  | Carlos Martinez, Cae & Eddie Gauntt                                     |

### ProChrist 2006
ProChrist 2006 wurde unter dem Motto „Zweifeln und staunen“ vom 19. bis 26. März 2006 aus der Olympiahalle in München live an weitere 860 Veranstaltungsorte in Deutschland sowie 390 ausländische in 20 Ländern Europas übertragen. Das Mottolied Zweifeln und Staunen schrieb und sang Jürgen Werth allabendlich mit diversen Gastsolisten, dem Pro-Christ-Chor 2006 unter der Leitung von Egil Fossum und der gesamten Versammlung. Hauptredner war wiederum Ulrich Parzany. Außerdem fand 2006 die Werbekampagne ProChrist Mobil – Die kleinste Kirche der Welt mit Smart-Autos statt.
| Abend | Datum                  | Thema                                                                     | Gäste                                                                                                |
| ----- | ---------------------- | ------------------------------------------------------------------------- | --- |
| 1.    | Sonntag, 19.03.2006    | Das fängt gut an! – Wie ein Zweifler das Staunen lernt                    | Joan Orleans, Eva-Maria Admiral                                                                      |
| 2.    | Montag, 20.03.2006     | Tsunami, Terror, Tod – und wo ist Gott?                                   | Lothar Kosse, Werner Hucks, Gospel Art Studio                                                        |
| 3.    | Dienstag, 21.03.2006   | Hauptsache gesund! – Wer stillt unsere Sehnsucht nach Heilung?            | Eva-Maria Admiral, Andrea Adams-Frey, Albert Frey                                                    |
| 4.    | Mittwoch, 22.03.2006   | Auf Leben programmiert – Wer kennt die Zehn Gebote?                       | Gospel Art Studio, Allee der Kosmonauten, Klaus-André Eickhoff, Torsten Harder                       |
| 5.    | Donnerstag, 23.03.2006 | Himmel oder Hölle, auslöschen oder Wiedergeburt – Was kommt nach dem Tod? | Raimund Utsch, Jo Jasper, Bolyki Brothers                                                            |
| 6.    | Freitag, 24.03.2006    | Haste was, dann biste was – Was bin ich eigentlich wert?                  | Ehepaar Steinberg, Eva-Maria Admiral, Christine Kandert, Helmut Kandert, Jörg Swoboda, Ronni Neumann |
| 7.    | Samstag, 25.03.2006    | Sicher ist nicht mehr sicher – Was hilft gegen die Angst?                 | Eva-Maria Admiral, Beate Ling, Danny Plett, Brassmen                                                 |
| 8.    | Sonntag, 26.03.2006    | Geliebt, begabt, gebraucht – Das Leben macht Sinn                         | Gospel Art Studio, Sinfonieorchester unter der Leitung von Christoph Adt                             |

### ProChrist 2009
ProChrist 2009 wurde unter dem Motto „Zweifeln und staunen“ vom 29. März bis 5. April 2009 aus der Arena in Chemnitz übertragen. Nach eigenen Angaben beteiligten sich über 1.300 Übertragungsorte mit rund 1,1 Mio. Teilnehmern in Deutschland, Österreich, der Schweiz, Polen, Ungarn, Ukraine und weiteren Ländern Europas. Das Mottolied Staunen schrieb Egil Fossum, es wurde zu Beginn jedes Abends mit dem dafür gegründeten ProChrist-Chor gemeinsam mit der Versammlung gesungen. Hauptredner war Ulrich Parzany, musikalischer Leiter Egil Fossum.
Als vorbereitende Werbeaktion wurden Containern der Hoffnung ausgestellt, zu Multimedia-Räumen umgebaute 12 m² weite Hochseecontainer.
| Abend | Datum                  | Thema                                             | Gäste                                 |
| ----- | ---------------------- | ------------------------------------------------- | ------------------------------------- |
| 1.    | Sonntag, 29.03.2009    | Gewagt: Wem kann ich noch glauben?                | Anja Lehmann                          |
| 2.    | Montag, 30.03.2009     | Eingeladen: Verpassen wir das Beste?              | Döhler & Scheufler, Rolf-Dieter Degen |
| 3.    | Dienstag, 31.03.2009   | Ersehnt: Kann man Gott beweisen?                  | Richard Kanaky, Siegfried Scherer     |
| 4.    | Mittwoch, 01.04.2009   | Durchkreuzt: Wie kann Gott das zulassen?          | Sarah Kaiser, Eva-Maria Admiral       |
| 5.    | Donnerstag, 02.04.2009 | Erlebt: Kann das Unmögliche geschehen?            | Martin Helmchen                       |
| 6.    | Freitag, 03.04.2009    | Überrascht: Wie kann das Leben neu beginnen?      | Carola Laux, Carlos Martínez          |
| 7.    | Samstag, 04.04.2009    | Umgekehrt: Wieviel Veränderung darf sein?         | Bolyki Brothers                       |
| 8.    | Sonntag, 05.04.2009    | Verbunden: Welche Beziehungen sind lebenswichtig? | Eva-Maria Admiral, Eric Wehrlin       |

### ProChrist 2013
ProChrist 2013 wurde vom 3. bis 10. März 2013 aus der Porsche-Arena in Stuttgart an rund 1000 Orte in Deutschland und in 14 weitere europäische Länder ausgestrahlt. Hauptredner war zum siebten Mal in Folge Pfarrer Ulrich Parzany. Aus gesundheitlichen Gründen wurde er an den ersten beiden Abenden von Steffen Kern vom Altpietistischen Gemeinschaftsverband vertreten.
Die Werbeaktion im Vorfeld geschah über das Internet. Hier konnten auf einer Website persönliche Gebetsanliegen hinterlassen werden. Bis zum Beginn der Veranstaltung am 3. März wurden auf diesem Weg über 18.000 Anliegen ausgetauscht.

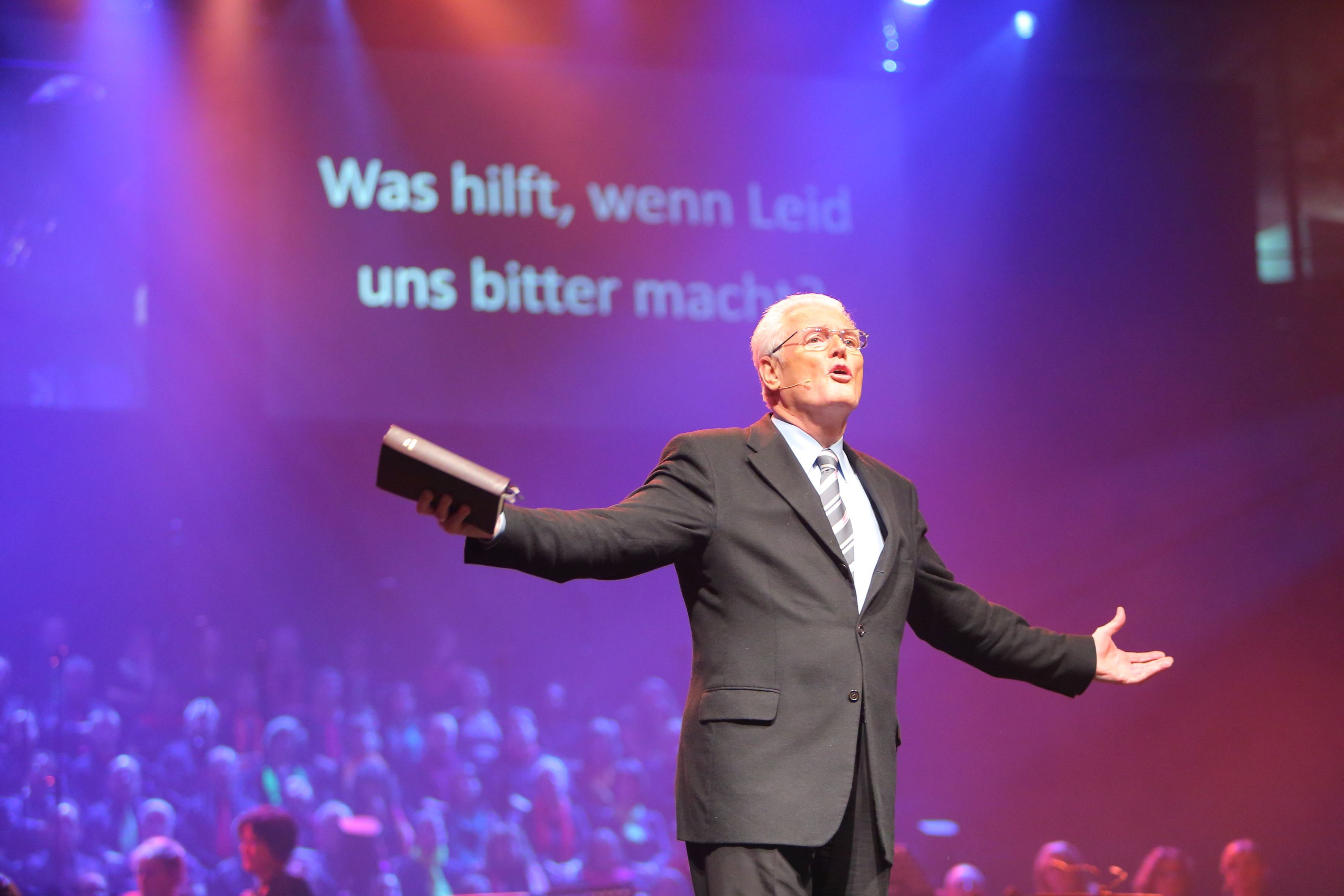
Ulrich Parzany sagte: „Leid ist nicht erklärbar – aber es gibt einen, der mit uns durch jedes Leid hindurchgeht.“

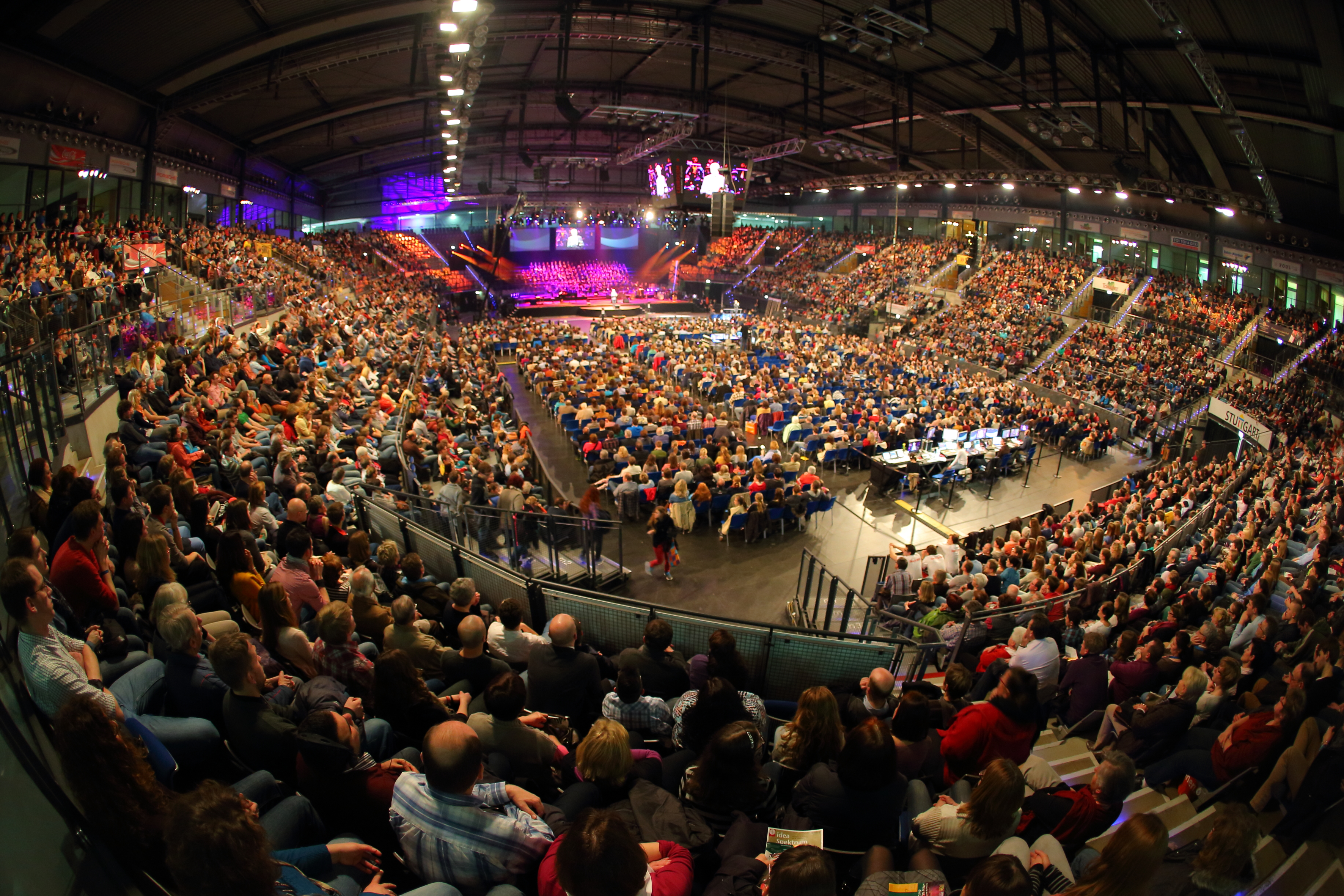
Die Porsche-Arena während der ProChrist-Veranstaltung

| Abend | Datum                  | Thema                                  | Redner         | Gäste                                               |
| ----- | ---------------------- | -------------------------------------- | -------------- | --------------------------------------------------- |
| 1.    | Sonntag, 03.03.2013    | Wo finden wir das Glück?               | Steffen Kern   | Yasmina Hunzinger, Tobias Merckle                   |
| 2.    | Montag, 04.03.2013     | Wie viel Netz braucht der Mensch?      | Steffen Kern   | Cae Gauntt, Eddie Gauntt, Dündar Karahamza          |
| 3.    | Dienstag, 05.03.2013   | Was hat Geld mit dem Glauben zu tun?   | Ulrich Parzany | Johannes Falk, Heinrich Deichmann                   |
| 4.    | Mittwoch, 06.03.2013   | Was hilft, wenn Leid uns bitter macht? | Ulrich Parzany | Sefora Nelson, Anja Bielenberg                      |
| 5.    | Donnerstag, 07.03.2013 | Mein Gott, dein Gott, kein Gott?       | Ulrich Parzany | Andrea Adams-Frey, Albert Frey, Anatoli Uschomirski |
| 6.    | Freitag, 08.03.2013    | Was sind unsere Werte wert?            | Ulrich Parzany | Gospel im Osten, Déborah Rosenkranz                 |
| 7.    | Samstag, 09.03.2013    | Was ist, wenn die Liebe stirbt?        | Ulrich Parzany | Judy Bailey, Debra Searle                           |
| 8.    | Sonntag, 10.03.2013    | Verspielen wir die Zukunft?            | Ulrich Parzany | Klaus-Dieter John                                   |

### ProChrist LIVE
Die regionalen „ProChrist LIVE“-Wochen fanden erstmals 2015 statt. Gemeinden an bis zu 400 Orten in Deutschland und Europa können Gastgeber für diese Evangelisationen vor Ort sein, auch außerhalb dieses Aktionszeitraumes. Rund 170 Redner aus unterschiedlichen Kirchen, Gemeindebünden und Werken können gebucht werden, „die Gott und Glauben an diesen Orten zum Stadtgespräch machen möchten“. Die Redner können Zielgruppen orientiert ausgewählt werden, um etwa Männer, Frauen, Spirituell Suchende, Senioren, Junge Erwachsene und Migranten zu erreichen. Auch ist die Denomination des Redners wählbar und nach Sprache eingrenzbar. Neben Deutsch und Englisch können Interessierte nach Russisch, Spanisch, Türkisch, Arabisch, Chinesisch oder Farsi/Persisch suchen. Für interessierte Gemeinden stehen sechs Redner für Vorbereitungskongresse zur Verfügung. Neu ist auch, dass die ehrenamtlichen Mitarbeiter nicht nur als Seelsorger geschult werden, sondern auch als Gesprächspartner und Gastgeber.
Die Veranstaltungen bieten jeweils an fünf bis sieben Abenden ein Programm mit Vorträgen, Interviews und musikalischen Angeboten an. Es geht um zentrale Lebensfragen wie Was bin ich wert?, Wie wichtig ist Erfolg?, Gibt es einen Gott? und Warum gibt es so viel Leid auf der Welt?. Im Anschluss an die Ansprachen haben die Besucher die Möglichkeit, mit den Gastgebern oder dem Redner ins Gespräch zu kommen.
„Weil wir möchten, dass sich auch solche Menschen mit Lebens- und Sinnfragen beschäftigen, die sonst wenige Berührungspunkte mit Kirche und Religion haben“, finden die Veranstaltungen häufig nicht in Kirchengebäuden statt, sondern etwa in kommunalen Gemeindehäusern, Sport- und Stadthallen, Festzelten, Restaurants, Kulturzentren.

#### ProChrist LIVE 2015
Die regionalen ProChrist Live-Veranstaltungen fanden vom 2. Oktober bis 22. November 2015 an 120 Orten in Deutschland, Österreich, Schweiz, Polen und Serbien statt. Christen aus über 300 Gemeinden, Kirchen, Freikirchen und christlichen Gemeinschaften organisierten die Aktion ProChrist LIVE 2015, eine Themenreihe für Leben und Glauben.
95 Redner im Alter von 26 bis 80 Jahren waren dabei an zusammengenommen rund 700 Tagen im Einsatz. Rund 97.000 Gäste besuchten die Veranstaltungen, darunter viele Asylsuchende, für die in unterschiedliche Sprachen übersetzt wurde.
Unter dem Motto Liebe ohne Ende luden die Veranstalter in ganz unterschiedliche Räumlichkeiten ein: vom Kirchengebäude über Café, Kino, Hofbräukeller, bis zu Stadthalle, Ausstellungsraum, Hotel oder Kulturzentrum. Neben inspirierenden Vorträgen gab es Live-Musik, Interviews, Filmclips und Gesprächsmöglichkeiten.

### ProChrist 2018
ProChrist 2018 fand als zentrale Veranstaltung vom 11. bis zum 17. März 2018 unter dem Motto „Unglaublich?“ von Leipzig aus mit einer Satellitenübertragung an über 500 Veranstaltungsorte in Europa statt. Das Thema der Hauptredner Steffen Kern und Elke Werner war das Apostolische Glaubensbekenntnis.
| Abend | Datum                 | Thema               | Textabschnitt | Redner                       | Gäste                            |
| ----- | --------------------- | ------------------- | --- | ---------------------------- | -------------------------------- |
| 1     | Sonntag, 11.3.2018    | Gott liebt mich     | Ich glaube an Gott, den Vater, den Allmächtigen … | Elke Werner                  | Benjamin Wussow, Marco Michalzik |
| 2     | Montag, 12.3.2018     | Gott will mich      | … den Schöpfer des Himmels und der Erde. | Steffen Kern                 | Heino Falcke                     |
| 3     | Dienstag, 13.3.2018   | Gott sucht mich     | Ich glaube … an Jesus Christus, seinen eingeborenen Sohn, unsern Herrn … | Elke Werner                  | Yassir Eric                      |
| 4     | Mittwoch, 14.3.2018   | Gott rettet mich    | … gekreuzigt, gestorben und begraben, hinabgestiegen in das Reich des Todes, … | Steffen Kern                 | Daniel Böcking                   |
| 5     | Donnerstag, 15.3.2018 | Gott beschenkt mich | … am dritten Tage auferstanden von den Toten, aufgefahren in den Himmel; er sitzt zur Rechten Gottes, des allmächtigen Vaters; von dort wird er kommen, zu richten die Lebenden und die Toten. | Elke Werner und Steffen Kern | Manuel Schienke, Roland Werner   |
| 6     | Freitag, 16.3.2018    | Gott bewegt mich    | Ich glaube an den Heiligen Geist, die heilige christliche Kirche, Gemeinschaft der Heiligen …                                                                                                  | Elke Werner                  | Frank Heinrich                   |
| 7     | Samstag, 17.3.2018    | Gott erwartet mich  | … Vergebung der Sünden, Auferstehung der Toten und das ewige Leben. | Steffen Kern                 | Arne Kopfermann                  |

### Hoffnungsfest 2021
2021 war Dortmund zentraler Austragungsort der Veranstaltungsreihe, die vom 7. bis 13. November stattfand. Als Hauptredner wurden die Theologen Mihamm Kim-Rauchholz und Yassir Eric benannt, die ihre Wurzeln in Südkorea bzw. im Sudan haben. Mit dieser Auswahl und dem Angebot, das Übertragungsprogramm in acht Sprachen anzubieten, ging es auch darum, vermehrt fremdsprachige Gemeinden als Veranstalter zu gewinnen. Das Thema dieser Themenwoche lautete Hoffnungsfest – Gott erleben, Jesus begegnen.
2022 wird das Angebot von regionalen evangelistischen Veranstaltungen – auch unter dem Namen hoffnungsfest – fortgeführt.

### Hoffnungsfestival 2025
Diese Open-air-Veranstaltung findet nacheinander auf dem Marktplatz (Karlsruhe), dem Südwest-Messe-Gelände in Schwenningen (Neckar) und der Festung Mark in Magdeburg statt.
Feste Mitwirkende sind u. a. Andreas Boppart, Déborah Rosenkranz, Tony Rinaudo, Samuel Koch, Klaus Göttler, Yassir Eric, Steffen Kern und Judy Bailey.

### Weiteres
- 2008: 6. bis 13. April 2008 aus Katowice, erste polnische ProChrist Evangelisationsreihe mit Satellitenübertragung in ca. 100 Veranstaltungsorte. Auch hier Ulrich Parzany Hauptredner.
- 2012: 6. bis 13. Mai 2012 Glaube, Hoffnung, Liebe, … Tod? Reden wir mal über das Leben! im Hofbräukeller am Wiener Platz in München mit Ulrich Parzany als Hauptredner.[16]
- 2012: 3. bis 17. Juni 2012 ProChrist Regional in Görlitz, mit Ulrich Parzany als Hauptredner. Thema: Zweifeln und Staunen.[17]
- 2013: 3. bis 10. März 2013 aus der Porsche-Arena in Stuttgart. Auch für ProChrist 2013 war Ulrich Parzany als Hauptredner vorgesehen, der jedoch einige Stunden vor der Auftaktveranstaltung erkrankte. An diesem wie auch am zweiten Abend der Reihe wurde er von dem württembergischen Pastor Steffen Kern vertreten.[18] Ab dem dritten Abend sprach dann Ulrich Parzany.
- Medienpartner von ProChrist ist ERF Medien.

#### Anzahl der Orte, die ProChrist übertrugen
| Orte          | 1993 | 1995 | 1997 | 2000 | 2003 | 2006 | 2009 | 2013 |
| ------------- | ---- | ---- | ---- | ---- | ---- | ---- | ---- | ---- |
| Deutschland   | 317  | 309  | 594  | 870  | 952  | 877  | 935  | 550  |
| andere Länder | 814  | 41   | 70   | 330  | 352  | 373  | 423  | 350  |